# Schieramento Politico Indipendente
Lo Schieramento Politico Indipendente (in greco: Πολιτική Ανεξάρτητη Παράταξη, trasl. Politikí Anexártiti Parátaxi, o Πολιτική Ανεξάρτητος Παράταξις, trasl. Politikí Anexártitos Parátaxis) fu un partito politico greco di orientamento metaxista e nazionalista costituitosi nel 1949 dalla confluenza di due soggetti politici:
- Rinascimento Nazionale (Εθνική Αναγέννησις, Ethniki Anagénnisis) di Konstantinos Maniadakis;
- il Partito dei Nazionalisti (Κόμμα Εθνικοφρόνων, Kómma Ethnikofronon) di Theodoros Tourkovasilis, già governatore della Banca di Grecia.

Prese parte alle elezioni parlamentari del 1951 ottenendo l'8,15% dei voti; nel 1951 espresse Konstantinos Kotzias alla carica di sindaco di Atene.

## Risultati
| Elezione          | Voti    | %    | Seggi    |
| ----------------- | ------- | ---- | -------- |
| Parlamentari 1950 | 137.618 | 8,15 | 16 / 250 |